# Pinguinus alfrednewtoni
Espèce
Pinguinus alfrednewtoni est une espèce fossile d'oiseaux charadriiformes de la famille des Alcidés.

## Systématique
L'espèce Pinguinus alfrednewtoni est décrite par  Olson en 1977, et vivait durant le Pléistocène inférieur,,. Cette espèce est connue grâce à des ossements découverts dans la formation Yorktown de la mine Creek Lee en Caroline du Nord. Elle fut nommée en 1977 par l'ornithologue américain Storrs Lovejoy Olson en l'honneur du zoologiste britannique Alfred Newton.

## Description
Pinguinus alfrednewtoni et Pinguinus impennis furent les deux seuls représentants connus du genre aujourd'hui éteint Pinguinus. Ces derniers vivaient sur les côtes de l'Océan Atlantique.

### Publication originale
- (en) Storrs Lovejoy Olson, « A great auk, Pinguinis, from the Pliocene of North Carolina (Aves: Alcidae) », Proceedings of the Biological Society of Washington,‎ 1977 (lire en ligne  [PDF]).